# Léon Richet
Léon Richet (* 1847 in Solesmes, Département Nord; † 26. März 1907 in Fontainebleau) war ein französischer Maler der Schule von Barbizon.

## Leben
Seine Karriere begann Richet an der Académie de Valencienne, wo er Schüler von Jules-Joseph und Gustave Boulanger war. Später zog es ihn zur Schule von Barbizon. Théodore Rousseau und Narcisse Virgilio Diaz de la Pena prägten ihn in dieser Phase sehr. De la Pena zählte ihn zu seinen begabtesten Schülern. 1869 nahm Richet das erste Mal am Pariser Salon teil und stellte von da an jedes Jahr dort aus. 1885 wurden bei der Senay-Auktion in New York zwei seiner Werke versteigert. 1888 erhielt er eine Medaille bei der Ausstellung im Pariser Salon. 1900 nahm er an der Pariser Weltausstellung teil.

## Werke (Auswahl)

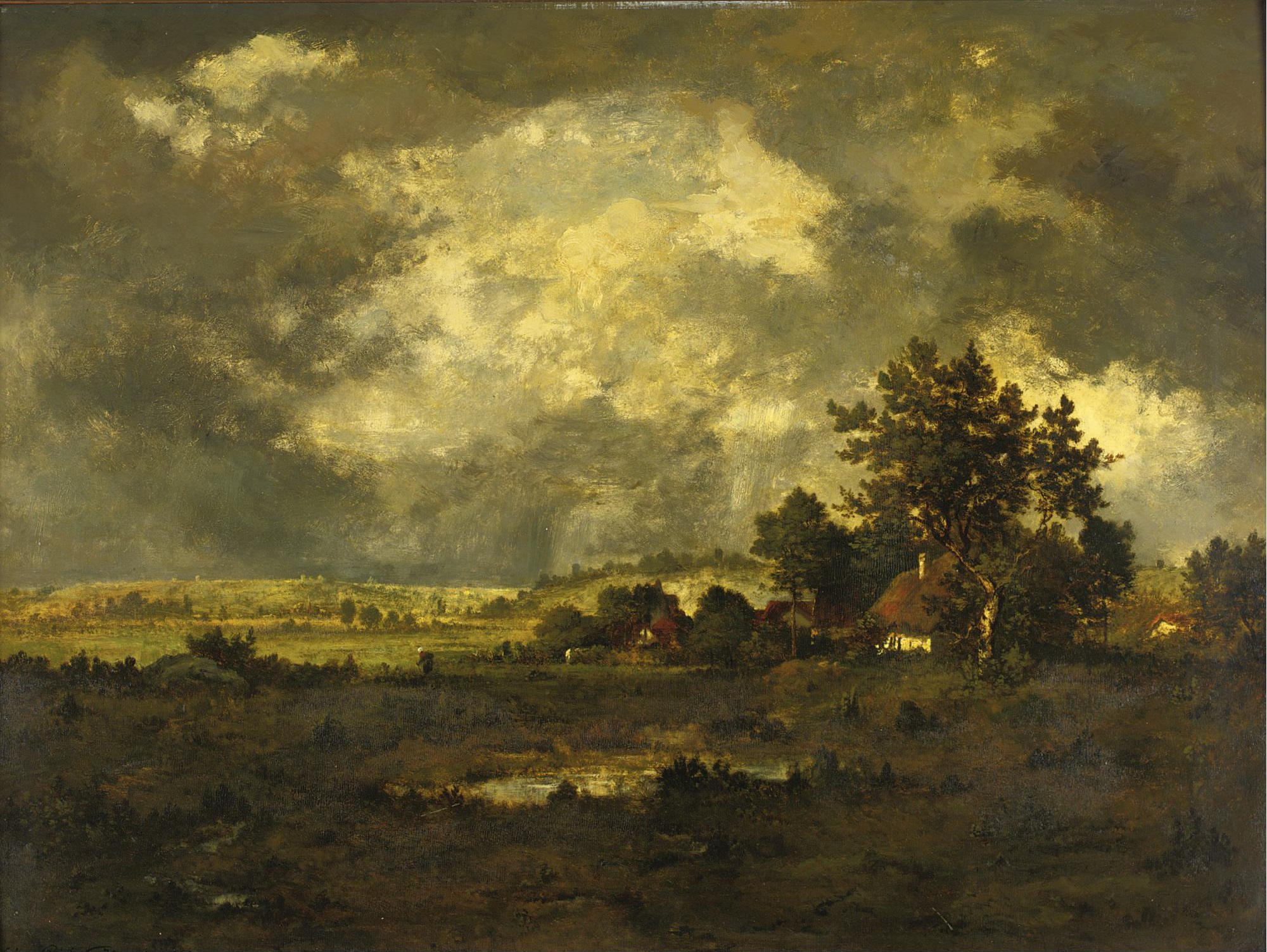
Umgebung von Fontainebleau

- Landschaft – 1903 bei einer Versteigerung im Waldorf Astoria in der Fifth Avenue in New York versteigert.[3]
- Sonnenuntergang, ein Teich, ein Fischer, Herbst – 1909 bei einer Versteigerung im Waldorf Astoria versteigert.[4]
- Im Sommerwald – 1913 in einer Versteigerung in Frankfurt[5]
- Weiler bei Nouvion in der Picardie, Aurora, Wald von Fontainebleau, Grenzen von Barbison, Nach dem Sturm, Partie bei Evreux und das Ährenlesen

Einige Bilder erzielten beim Verkauf folgende Erlöse:
- 1891: Wald von Fontainebleau 215 fr.
- 1897: Der Pflug 200 fr.
- 1901: Landschaft bei stürmischem Wetter 205 fr.
- 1902: Die Mühle 480 fr.
- 1903: Der Teich, Landschaft 350 fr.
- 1904: Fluss bei Sonnenuntergang 1.000 fr.
- 1906: Landschaft Juvisi sur Seine  280 US-Dollar.
- 1908: Nach dem Sturm 1.350 US-Dollar.
- 1909: Sonnenuntergang 570 US-Dollar, verkauft an .